# Terlingua (album)
Terlingua è l'ottavo album in studio del gruppo rock tedesco Mono Inc.
È stato pubblicato il 22 maggio 2015 dall'etichetta tedesca SPV.

## Genesi dell'album
Dopo aver tenuto un concerto ad Austin (Texas) nel marzo 2014, i Mono Inc.  decisero di prendersi una vacanza di cinque giorni e affittarono un ranch a 25 chilometri da Terlingua. Queste esperienze sfociarono in una successiva sessione in studio, sempre a Terlingua, nell'autunno dello stesso anno. Dopo cinque settimane e più di 20 nuovi brani, seguì il mastering nei Gaga Studios di Amburgo.
Il cantante Martin Engler ha descritto Terlingua come "l'album più maturo finora [...] e tutto sommato probabilmente il più rock". La canzone Tag X è stata distribuita in anticipo in una campagna di fan tramite WhatsApp.

## Ricezione
Terlingua è stato accolto in modo controverso nelle riviste musicali specializzate. Da un lato, sono stati accolti positivamente i nuovi suoni più morbidi e i testi in parte enigmatici, dall'altro sono stati criticati la composizione, i testi banali e la rottura con lo stile musicale precedente.
Da un lato, Ulf Kubanke di laut.de ha elogiato gli arrangiamenti a volte riusciti come 118 o It never rains e l'inclusione di canzoni in lingua inglese nell'elenco dei brani dopo Nimmermehr, ma dall'altro ha anche criticato alcuni testi irrilevanti (Mondschein, Heiland ) e ha affermato, inoltre, che Il "sovraccarico vocale [...] di Martin Engler ha completamente raso al suolo l'emozionante canzone Ghost Town Gates".
L'album raggiunge il sesto posto nella classifica tedesca.

## Tracce

### CD
1. Mondschein
2. Never-Ending Love Song
3. Heiland
4. It Never Rains
5. Tag X
6. 118
7. Die Noten deines Lebens
8. Still
9. An Klaren Tagen
10. Emory Peak
11. Love Lies
12. Terlingua
13. Study Butte

### DVD
1. Welcome!
2. Tag X (Videoclip)
3. Never-Ending Love Song (Videoclip)
4. Making Of "Tag X"
5. Interview With Mono Inc. (Part 1)
6. An Klaren Tagen (Videoclip)
7. Interview With Mono Inc. (Part 2)

## Componenti
- Martin Engler: voce
- Manuel Antoni: basso
- Carl Fornia: chitarra
- Katha Mia: percussioni, seconda voce